# Eugène d’Alinge
Eugène d’Alinge (* 6. November 1819 in Schneeberg (Erzgebirge); † 13. Mai 1894 in Niederlößnitz) war ein deutscher Beamter, der als Direktor der Strafanstalt Schloss Osterstein in Zwickau Bekanntheit erlangte.

## Leben
Eugène d’Alinge stammt aus einem französischen Adelsgeschlecht, wurde im sächsischen Erzgebirge geboren und schlug zunächst eine Militärlaufbahn ein, in der er es bis zum Oberleutnant brachte. Später erfolgte am 1. Juli 1858 seine Ernennung zum Königlich Sächsischen Regierungsrat, nachdem er zuvor bereits viele Jahre Direktor der Strafanstalt in Zwickau gewesen ist. Der Reisebericht von 1856, als er mit George von Zahn im Auftrag des Ministeriums des Inneren in Dresden mehrere deutsche und europäische Strafanstalten überprüfte und die dortigen Verhältnisse zu Protokoll nahm, war die Voraussetzung über die im Königreich Sachsen 1860 eingeleitete Gefängnisreform.
Thea von Harbou war seine Enkeltochter.

## Werke
- (mit George von Zahn): Bericht über eine im Auftrage des Ministeriums des Inneren im Jahre 1856 in Begleitung des Strafanstaltsdirectors etc. d’Alinge bewirkten Bereisung auswärtiger Strafanstalten, Dresden 1857.
- Bessrung auf dem Wege der Individualisirung. Erfahrungen eines Praktikers über den Strafvollzug in der Gegenwart. Barth, Leipzig 1865.
- Die Gefängnisseinrichtungen für Untersuchungs- und kurzzeitige Strafgefangene betr. Antrag des Regierungsrahts d’Alinge in Zwickau. In: Blätter für Gefängnisskunde. Bd. 2, Heidelberg 1867, S. 164–184.
- (mit Alexander Krell): Das Zellenhaus bei der Strafanstalt Zwickau. Erfahrungen und Beobachtungen über die Einzelhaft. 2 Berichte. Zwickau 1869.[1]

## Auszeichnungen
- Ritter des Königlich Sächsischen Verdienst-Ordens
- Ritter des Sachsen-Ernestinischen Haus-Ordens
- Ritter des Fürstlich Schwarzburgischen Ehrenkreuzes
- Ritter des Königlich Preußischen Kronen-Ordens 3. Klasse